# 腸間膜静脈硬化症

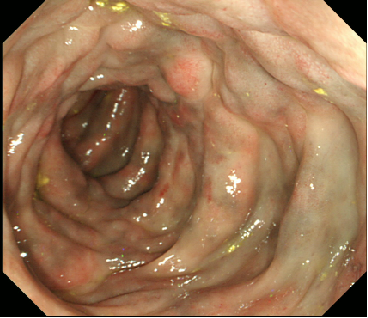
特発性腸間膜静脈硬化症 idiopatic mesenteric phlebosclerosis 内視鏡像（上行結腸）。典型的には上行結腸が暗色調を呈する。

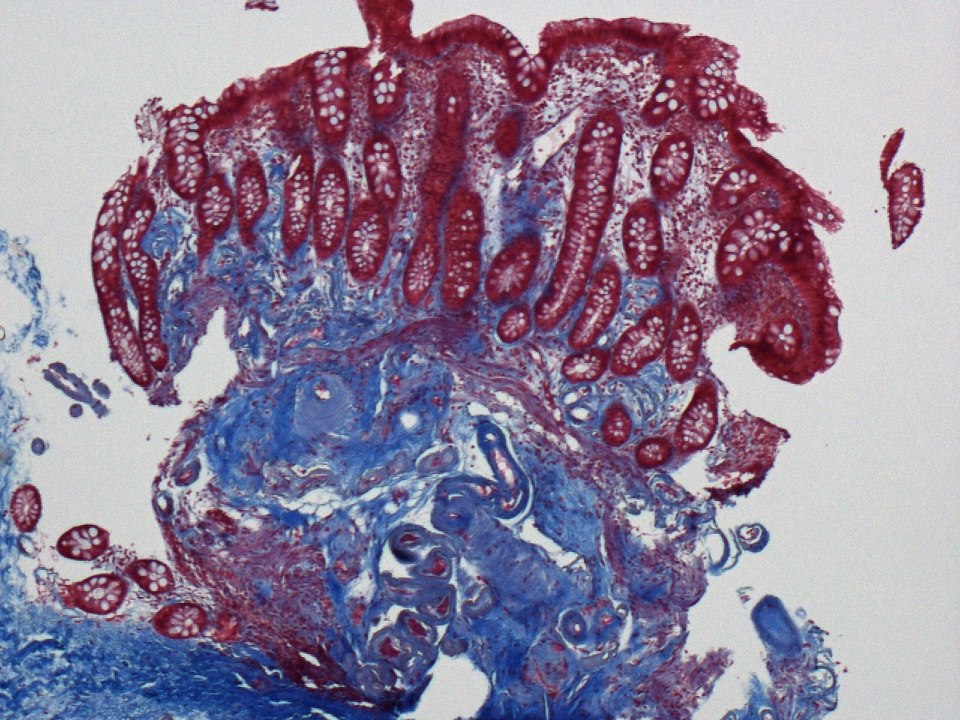
特発性腸間膜静脈硬化症 idiopatic meｓenteric phlebosclerosis Elastica-Masson-Trichrome。

腸間膜静脈硬化症(ちょうかんまくじょうみゃくこうかしょう, 静脈硬化性大腸炎とも)は、腸間膜静脈の線維性肥厚・石灰化によって起こる虚血性消化管疾患である。

## 原因
漢方薬の原料のひとつ、山梔子（さんしし）を服用していた症例が多く報告されている。山梔子に含まれるゲニポシドは回盲部、特に盲腸で腸内細菌のβ-グルコシダーゼにより加水分解されてゲニピンとなり、これがアミノ酸やタンパク質などと反応すると青色を呈する。これが大腸の着色、および腸間膜静脈の線維化・石灰化を起こすと考えられている。

## 病理
組織病理所見としては
1. 静脈壁の著明な線維性肥厚と石灰化
2. 粘膜下層の高度な線維化と粘膜固有層の著明な膠原繊維の血管周囲性沈着
3. 粘膜下層の小血管壁への泡沫細胞の出現
4. 随伴動脈壁の肥厚と石灰化
5. 血栓形成はない

などの所見がみられる。
血管周囲に沈着した膠原繊維は硝子変性を伴うため、Hematoxylin-Eosin染色(H-E染色)でアミロイド沈着に類似した像を呈するが、Congo-red染色やMasson trichrome染色、DFS染色で鑑別可能となる。

## 検査
- 腹部単純X線写真
- 腹部CT
  - CTでは腸管壁肥厚に加えて、腸管壁内外の静脈の線状、あるいは樹枝状石灰化がみられる。
- 大腸内視鏡
  - 大腸内視鏡検査では、粘膜が青銅色に変化し、半月ひだ肥厚、時には潰瘍を伴う[8]。

## 歴史
1993年、虚血性消化管疾患として独立した疾患であることが明らかとされた。

## 疫学
2012年10月までの症例報告は台湾人8人、香港人1人を除くとすべて日本人に限られている。